# Gotthard Schmidtke
Gotthard Schmidtke (* 17. September 1911 in Braunschweig; † 27. Juni 2000 in Friedland) war ein deutscher Musikkritiker.

## Leben
Gotthard Schmidtke war der Sohn des Lithografen und Grafikers Fritz Albert Schmidtke. Nach seinem Abitur an der Lessingschule Braunschweig studierte er Kulturwissenschaften an der Bernhard-Rust-Hochschule für Lehrerbildung Braunschweig. Am 24. Oktober 1937 erklärte er seinen Austritt aus der Hitlerjugend und war danach zur Exmatrikulation gezwungen. Von November 1933 bis Januar 1935 war er Redakteur bei der Braunschweiger Staatszeitung bzw. der Braunschweiger Tageszeitung und dem Braunschweiger Allgemeinen Anzeiger, vom 15. Mai 1938 bis 1976 Redakteur und Musikkritiker bei der Braunschweiger Zeitung (BZ). Von 1976 bis 1999 war er freier Mitarbeiter bei der BZ und schrieb für die Hefte der Freien Volksbühne Braunschweig.

## Werke (Auswahl)
- Gotthard Schmidtke: Musikalisches Niedersachsen. – Künstler aus Braunschweig und der Heide; eine Porträtreihe. Waisenhaus Buchdruckerei und Verlag Braunschweig 1963, OCLC 641987105.
- Gert D. Ulferts, Gotthard Schmidtke, Gerd Spies, Monika Heidemann: Führer durch die Sammlung historischer Musikinstrumente. (= Arbeitsberichte aus dem Städtischen Museum Braunschweig) Band 70. Braunschweig 1997, ISBN 3-927-28826-8.
- Sein Nachlass – Musikkritiken, Theaterkritiken, Buchrezensionen, Kompositionen (Kammermusik, insbesondere für Querflöte, Lieder) – befindet sich im Stadtarchiv Braunschweig.

## Quelle
- Die Zeitung als Rettungsanker. Zum Tod des Musikkritikers Gotthard Schmidtke. In: Braunschweiger Zeitung vom 28. Juni 2000.

| Personendaten    | Personendaten           |
| ---------------- | ----------------------- |
| NAME             | Schmidtke, Gotthard     |
| KURZBESCHREIBUNG | deutscher Musikkritiker |
| GEBURTSDATUM     | 17. September 1911      |
| GEBURTSORT       | Braunschweig            |
| STERBEDATUM      | 27. Juni 2000           |
| STERBEORT        | Friedland               |